# Gorbals
Koordinaten: 55° 51′ N, 4° 15′ W

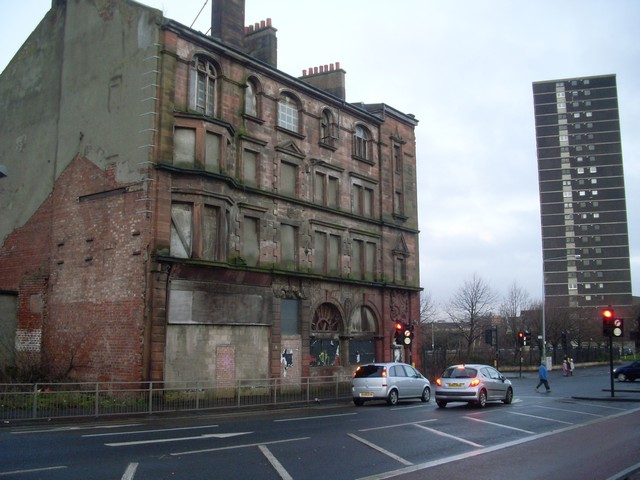
Alte Bebauung neben neuem Hochhaus nach der Sanierung

Die Gorbals sind ein Teil der schottischen Stadt Glasgow.

## Anfänge
Eine erste Siedlung auf dem Gebiet der Gorbals, „Bridgend“, wurde nach dem Bau einer Brücke über den Clyde im Jahr 1285 erwähnt. 1350 befand sich dort eine Leprakolonie. 1579 erwarb die Familie Elphinstone das Gebiet von der Kirche, 1607 erhielten die Gorbals die Berechtigung zur Niederlassung von Kaufleuten und Manufakturen. 1790 wurde das Gebiet zwischen der Stadt Glasgow und dem Hutcheson-Hospital aufgeteilt. In der Folge entstanden drei neue Stadtteile: Laurieston und Hutchesontown auf dem Gebiet des Hospitals und Tradeston auf dem Gebiet der Stadt Glasgow. Laurieston und Hutchesontown galten von da an als „die Gorbals“. Die beiden Orte hatten zu dieser Zeit etwa 3500 Einwohner. Geplant war zunächst der Bau von Häusern für Bürger und Adlige, die Familie Elphinstone hatte einen Wohnsitz in den Gorbals. Nach der Eröffnung der Zeche Govan Colliery und des Hüttenwerks Dixon's Blazes südlich des Gebiets wurde die Bebauung aber dichter.

## 19. Jahrhundert bis heute

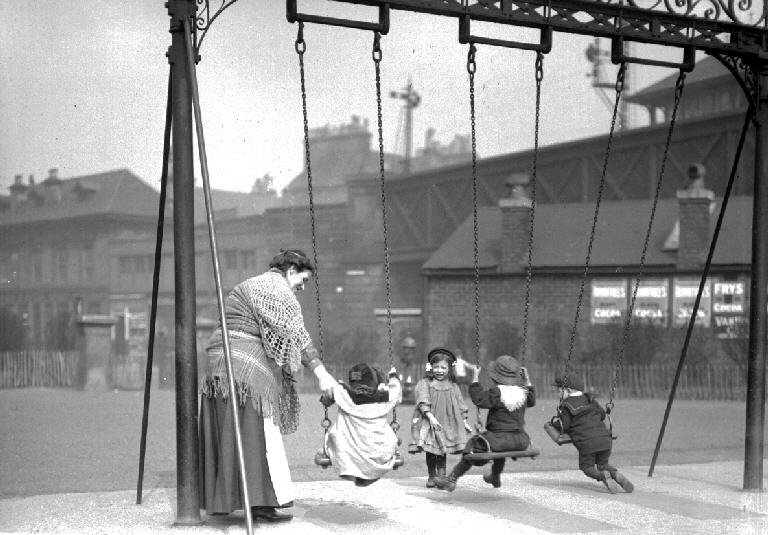
Kinder in den Gorbals, 1911

Im Zuge der Industrialisierung strömten sehr viele Migranten nach Glasgow. Ihre erste Wohnung fanden sie oft in den Gorbals. Sie kamen zunächst von den schottischen Highlands und aus Irland, später auch aus Italien, Litauen und Russland, unter den russischen Migranten waren sehr viele Juden. 1901 lebten 5000 Juden in den Gorbals, nach 1933 kamen aus Deutschland geflüchtete Juden hinzu, bis 1939 stieg ihre Zahl auf etwa 10.000. Sie brachten verschiedene Flugschriften und Zeitungen heraus, zunächst in Jiddisch. 1927 erschien das englischsprachige Jewish Echo. Weil Juden bis in die 1930er Jahre in Banken und öffentlichen Ämtern nicht arbeiten durften, machten sich viele selbständig, andere arbeiteten als Schneider oder in der Tabakverarbeitung. Die meisten verließen die Gorbals aber nach einigen Jahren in benachbarte Viertel. Die Stadtverwaltung von Glasgow organisierte 1892 Kundgebungen gegen die Judenverfolgung in Russland und boykottierte 1933 aus Protest gegen Hitlers Antisemitismus deutsche Produkte.

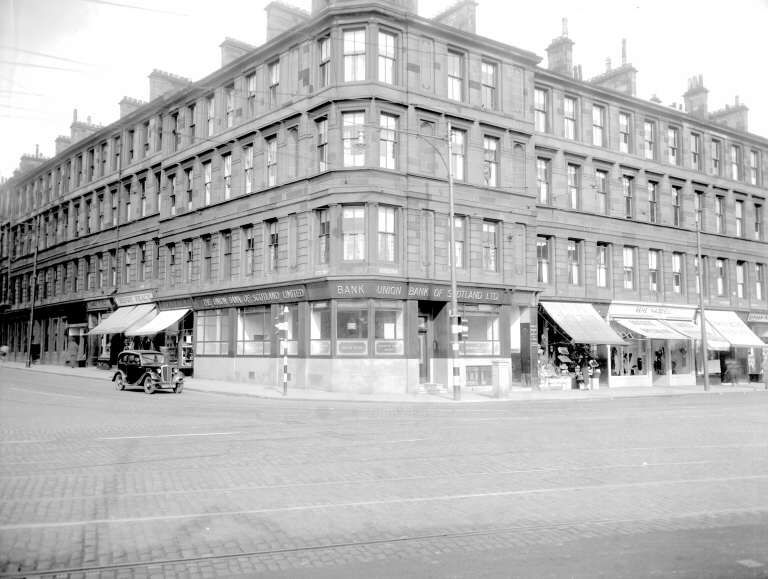
1939 abgerissener Häuserblock in der Eglinton Street

Ein Reiseführer erwähnte noch 1870 die großzügige Bebauung der Eglinton Street in Laurieston und empfahl Besuchern einen Rundgang durch das umgebende Viertel. Bedingt durch den Zustrom im 19. Jahrhundert veränderte sich aber dessen Charakter. Früher geräumige Wohnungen wurden in kleine Einheiten aufgeteilt; zusätzlich baute der City Improvement Trust seit 1870 Häuser mit kleinräumigen Mietwohnungen. Die Art von Mietshäusern, die hier gebaut wurde, gab es in Großbritannien nur in Schottland. Das Gemäuer bestand aus großen Steinen, die Eingänge waren höhlenähnlich, die Treppenhäuser tief und dunkel und die Anlage der Straßen erfolgte ohne Rücksicht auf die Bedürfnisse der Bewohner. Es gab keine Bäume, kein Grün, keinen einzigen Garten, die Häuser waren um Höfe herum gebaut, in denen sich der Müll sammelte, sodass sie wie Schlachtfelder aussahen. Die Häuser hatten schon bei der Erbauung einen sehr niedrigen Standard, die Eigentümer ließen die Substanz zudem schnell verfallen. Die baulichen und sozialen Verhältnisse waren katastrophal. 1930 lebten etwa 90.000 Menschen in den Gorbals, für die 100 Läden und 130 Pubs vorhanden waren. Die Bevölkerungsdichte betrug 459 Personen pro Acre; der Durchschnittswert in einer modernen Vorstadt ist 30 Personen pro Acre. Auf je drei Wohnungen kam eine Toilette, die meisten Wohnungen hatten nur einen oder zwei Räume, die sich oft acht oder zehn Personen teilen mussten. 1951 lebten in den Gorbals immer noch 50.000 Menschen auf einem Gebiet einer durchschnittlich großen Rinderfarm. Diese dichte Besiedlung unterschied die Gorbals von anderen Armenvierteln in britischen Städten. 1948 schrieb ein Reporter der Picture Post:

“THE air of calm that covers a multitude of horrors.
Nearly 40,000 people live in the Gorbals. They live four, six, eight to a room, often 30 to a lavatory, 40 to a tap. They live in Britain’s most abandoned slum. … It is not until you get inside the tenements that you realise the Gorbals is no ordinary poor place. It is, in fact, an area that provides a very special version of the slum problem. … People live huddled together 281 to the acre. They live in apartments that are mostly small, dark and dirty. They live five and six in a single room that is part of some great slattern of a tenement, with seven or eight people in the room next door, and maybe eight or 10 in the rooms above and below. The windows are often patched with cardboard. The stairs are narrow, dark at all times and befouled not only with mud and rain. Commonly, there is one lavatory for 30 people, and that with the door off. … The Gorbals has no large industries, and few small ones, where residents may find work. … One of them, Mary, is 16. She works in a bakery. She has the fancies and foibles natural to a girl her age. She dreams of nice clothes, handsome suitors, happy times. But already her life is coloured by her surroundings. Already futility and frustration stretch ahead. Already her dreams are losing their battle against reality. … ‘We’re eight in one room. We go to bed in relays. My elder brothers walk round the court while we girls undress. Then they come back and kip down on the floor beside us.The cat sleeps with us. If a rat runs over the blankets, he springs out and has it.’…At midnight, if you stand on any of the four bridges that run across the Clyde into the Gorbals, you see the windows still lit; for when the gas goes down, the rats come out in strength. So the lights burn dimly all night…”

„Die Stille, die eine Vielzahl von Schrecken verbirgt

Etwa 40.000 Menschen leben in den Gorbals. Sie leben zu viert, zu sechst oder zu acht in einem Raum, oft gibt es für 30 Menschen ein Waschbecken, für 40 Menschen nur einen Wasserhahn. Sie leben in Grossbritanniens vergessenstem Slum. Erst, wenn man in die Mietshäuser hineingeht, sieht man, dass die Gorbals keine normale Arme-Leute-Gegend sind. Sie sind eine Gegend, die eine sehr spezielle Version des Slum-Problems aufzeigt. … 281 Personen leben auf einem Acre zusammengedrängt. Sie leben in Wohnungen, die meist klein, dunkel und schmutzig sind.
Fünf oder sechs leben in einem Raum, der ein Teil eines Mietshauses ist, mit sieben oder acht Leuten im Nachbarraum und acht oder zehn in den Räumen darüber oder darunter.
Die Fenster sind oft mit Pappe verdeckt. Die Treppen sind eng, immer dunkel und nicht nur mit Matsch und Regen verschmutzt. Normalerweise gibt es einen Waschraum für 30 Leute, dieser hat keine Tür. … Die Gorbals haben keine grosse Industrie, und nur wenige kleine Betriebe, wo die Bewohner Arbeit finden können..Eine von ihnen, Mary, ist 16. Sie arbeitet in einer Bäckerei. Sie hat die Wünsche und Träume, die für ein Mädchen ihres Alters natürlich sind. Sie träumt von schönen Kleidern, liebevollen Verehrern, glücklichen Zeiten. Aber ihr Leben ist schon durch ihre Umgebung beeinflusst. Frustration und Vergeblichkeit liegen schon vor ihr. Ihre Träume verlieren schon den Kampf gegen die Wirklichkeit. … Ein Mädchen erzählt: ‚Wir sind zu acht in einem Raum. Wir gehen in Schichten ins Bett. Meine älteren Brüder gehen auf den Hof, während wir Mädchen uns umziehen. Dann kommen sie zurück und pennen neben uns auf dem Boden. Die Katze schläft mit uns. Wenn eine Ratte über die Bettdecke rennt, springt sie hoch und fängt sie ein.‘…Wenn man um Mitternacht auf einer der vier Brücken über den Clyde zu den Gorbals steht, sieht man in den Fenstern immer noch Licht brennen; denn wenn das Gas abgestellt wird, kommen Unmengen von  Ratten. Deshalb brennt jede Nacht das Licht…“

In den 1930er Jahren galten die Gorbals als Hochburg der Glasgow razor gangs (Glasgower Rasiermesserbanden), Gruppen von Kriminellen, die ihren Namen von ihrer bevorzugten Waffe erhielten. Wer es sich leisten konnte, zog weg, es blieben meist schottische und irische ungelernte Arbeiter. In dem Gebiet an der Warwick Street, das lange eine vergleichsweise gutsituierte Wohngegend war, wurden seit den 1940er Jahren sehr viele Wohnungen aufgeteilt und untervermietet, meist an Migranten aus Indien, was die Überbelegung und den Verfall der Häuser verstärkte. Die Häuser waren teilweise in privatem oder städtischem Besitz, viele Häuser gehörten der 1947 verstaatlichten L.M.S. Railway. Die Miete war niedrig, ein Raum kostete 10 Shilling pro Woche, oder man bezahlte vier Pfund für ein Haus mit acht Räumen. Die billigen Mieten waren ein Grund, in den Gorbals zu bleiben. Ein anderer war der Wunsch nach Nachbarn mit der gleichen Nationalität, besonders bei Iren. Diskriminierung zwischen Schotten und Iren gab es nicht. Als Freizeitangebote gab es zwei oder drei Kinos und ein renommiertes Tanzlokal.
Das wichtigste Theater im Westen Schottlands, das Citizens Theatre, kurz: Citz, hat seinen Sitz in der Gorbals Street. Das Gebäude wurde 1878 für das „Her Majesty's Theatre“ errichtet, damals war es eines von vier Theatern in der Umgebung. Das Programm war am Varieté orientiert, die Panik eines Elefanten auf der Bühne während einer Vorstellung führte zu Unruhen im Viertel. Nach einem Bankrott des Betreibers übernahm das Royal Princess’s Theatre das Gebäude, bis es 1945 an die Citizens Theatre Company vermietet wurde. Das Gebäude ist das zweitälteste noch genutzte Theater im Vereinigten Königreich und arbeitet bis heute mit der Maschinerie aus der viktorianischen Zeit. Der benachbarte Palace of Varieties wurde 1977 auf städtische Anordnung hin abgerissen, es gelang der Theatercrew, Teile von dessen viktorianischer Innenausstattung zu retten, die heute im Foyer des Theaters ausgestellt sind.
Die Gorbals waren mit der erste schottische Wahlkreis, der einen Labour-Abgeordneten ins Unterhaus entsandte. Das war George Nicoll Barnes im Jahr 1906. Der Wahlkreis hatte seitdem eine stabile Labour-Mehrheit. Die Communist Party of Great Britain genoss ein hohes Ansehen und war stark vor Ort vertreten, konnte ihr Ansehen aber, wohl aufgrund religiöser Gegnerschaft, nur wenig in Wählerstimmen umsetzen. Eines ihrer prominenten Mitglieder, Harry McShane, gründete nichtsdestotrotz zusammen mit Rev. Bill Smith, einem Pfarrer der Church of Scotland, nach dem Zweiten Weltkrieg ein Komitee, das mit Unterstützung von Ärzten, Rechtsanwälten und politischem Druck die Lebensumstände verbessern wollte.

### Sanierung, Abriss, Hochhausbau, neuer Abriss

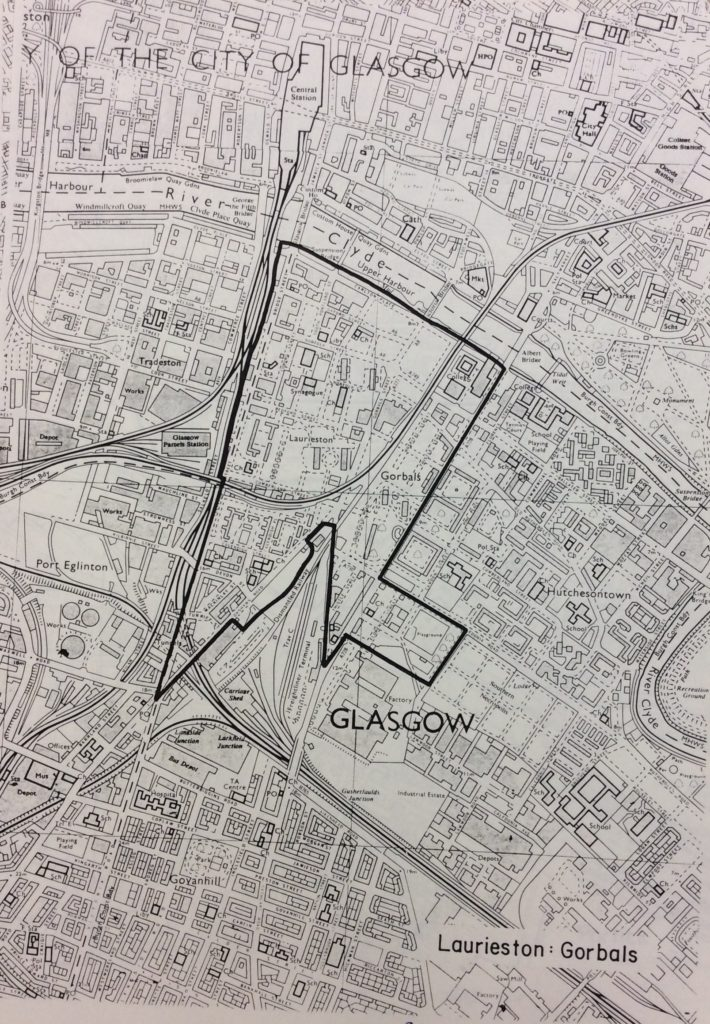
Skizze der Gorbals, die Comprehensive Development Area Laurieston ist schwarz umrandet

Um die unhaltbaren Zustände in den Gorbals und vielen anderen Teilen Glasgows zu verbessern und die Einwohner in der Stadt zu halten, empfahl der 1946 von einem Ingenieur der Stadt Glasgow verfasste Bruce-Report eine verdichtete Hochhausbebauung. Der vom Londoner Schottland-Amt favorisierte Abercrombie-Plan befürwortete demgegenüber die Ansiedlung in „neuen Städten“ außerhalb der Stadtgrenzen. Die britische Regierung setzte den Abercrombie-Plan weitgehend durch, parallel dazu verfolgte aber die Stadt Glasgow weiterhin die Ziele des Bruce-Reports. Sie legte 29 Comprehensive Development Areas fest, die größte Zahl im Vereinigten Königreich. Die Gorbals wurden in die Sanierungsgebiete Hutchesontown-Gorbals, Polmadie-Hutchesontown  und Laurieston-Gorbals aufgeteilt. Die Arbeit begann 1957 im Gebiet Hutchesontown-Gorbals. Die Daten des Wohnungsbestands in diesem Teilgebiet waren 1957:
| Gesamtzahl der Wohnungen                | 7605  |
| Häuser mit einem oder zwei Apartments   | 87 %  |
| Rückseitig aneinandergebaute Häuser     | 33 %  |
| Häuser mit Bad                          | 3 %   |
| Häuser mit Innentoilette                | 22 %  |
| Gesundheitlich inakzeptable Häuser      | 97 %  |
| Durchschnittliche Personenzahl pro Raum | 1,89  |
| Durchschnittliche Personenzahl pro Acre | 458,6 |

Industrie spielte in dem Gebiet keine Rolle. Geplant war ein völliger Abriss der alten Gebäude und eine Neubebauung zunächst mit Wohnungen, einem Krankenhaus und Einkaufsläden, Schulen und ein Gemeinschaftszentrum sollten später folgen. Die 444 existierenden Geschäfte sollten durch 57 ersetzt werden, die Zahl der Pubs von 48 auf neun reduziert werden. Das Gebiet wurde in fünf Teile aufgeteilt: Hutchesontown A wurde mit niedrigen Maisonette-Mietshäusern bebaut und Ende der 1950er Jahre fertiggestellt. Hutchesontown B, C, D und E sollten mit Hochhäusern bebaut werden.
Um einen Eindruck von großflächigem Hochhausbau zu bekommen, reiste 1954 eine Delegation der Glasgower Stadtverwaltung nach Marseille, besichtigte dort eine von Le Corbusier errichtete Unité d’Habitation und erörterte eine Übertragbarkeit dieses Baukonzepts nach Glasgow. Ihr Bericht wies auf das sehr viel kältere und feuchtere Klima Glasgows hin, die in Schottland übliche Kohleheizung wurde für die Neubebauung als unpassend erachtet. Ferner müsse bei einem Zusammenleben von 400 Familien in einem Haus auf die Zusammensetzung und Auswahl der Mieterschaft großer Wert gelegt werden, sonst seien Konflikte unvermeidlich.
In der Diskussion um die Planung betonte ein Glasgower Architekt, dass es wichtig sei, die lokale Verwurzelung und den Zusammenhalt der Bewohner bei der Sanierung zu erhalten. Er wies darauf hin, dass Bewohner, die in andere Stadtviertel gezogen waren, immer noch in die Gorbals fuhren, um ihre alten Freunde zu treffen, manche gaben sogar ihre besser ausgestatteten neuen Wohnungen wieder auf.
Die Sanierung wurde umgesetzt, die alten Gebäude vollständig abgerissen und durch Hochhausbebauung ersetzt. Am bekanntesten wurden die von Basil Spence im Stil des Brutalismus errichteten Blöcke am Queen Elizabeth Square in Hutchesontown C. Wegen ihrer vorspringenden Balkone erhielten sie den Beinamen „Die hängenden Gärten der Gorbals“. Spence meinte:

“On Tuesdays, when all the washing’s out, it’ll be like a great ship in full sail”

„Wenn am Dienstag Waschtag ist, wird das Haus wie ein grosses Schiff mit vollen Segeln aussehen“

Die Häuser standen wie das Vorbild in Marseille auf Stelzen, es fehlten aber die in Marseille vorhandenen Läden, Kindergärten, Schulen und sozialen Einrichtungen. Der Beton erwies sich als dem Wetter in Glasgow nicht gewachsen, auch konnte die Glasgower Stadtverwaltung die Kosten für die Instandhaltung der Gebäude nicht aufbringen. Die Häuser verfielen schnell, die Bewohner gaben ihnen den Spitznamen „Alcatraz“. In die neu erbauten Häuser zogen in den 1970er Jahren auch etwa 10.000 Migranten aus Asien, 1984 wurde die zentrale Moschee von Glasgow in dem Gebiet errichtet. Die asiatischen Migranten zogen jedoch weg, wenn sie sich bessere Wohnungen leisten konnten.

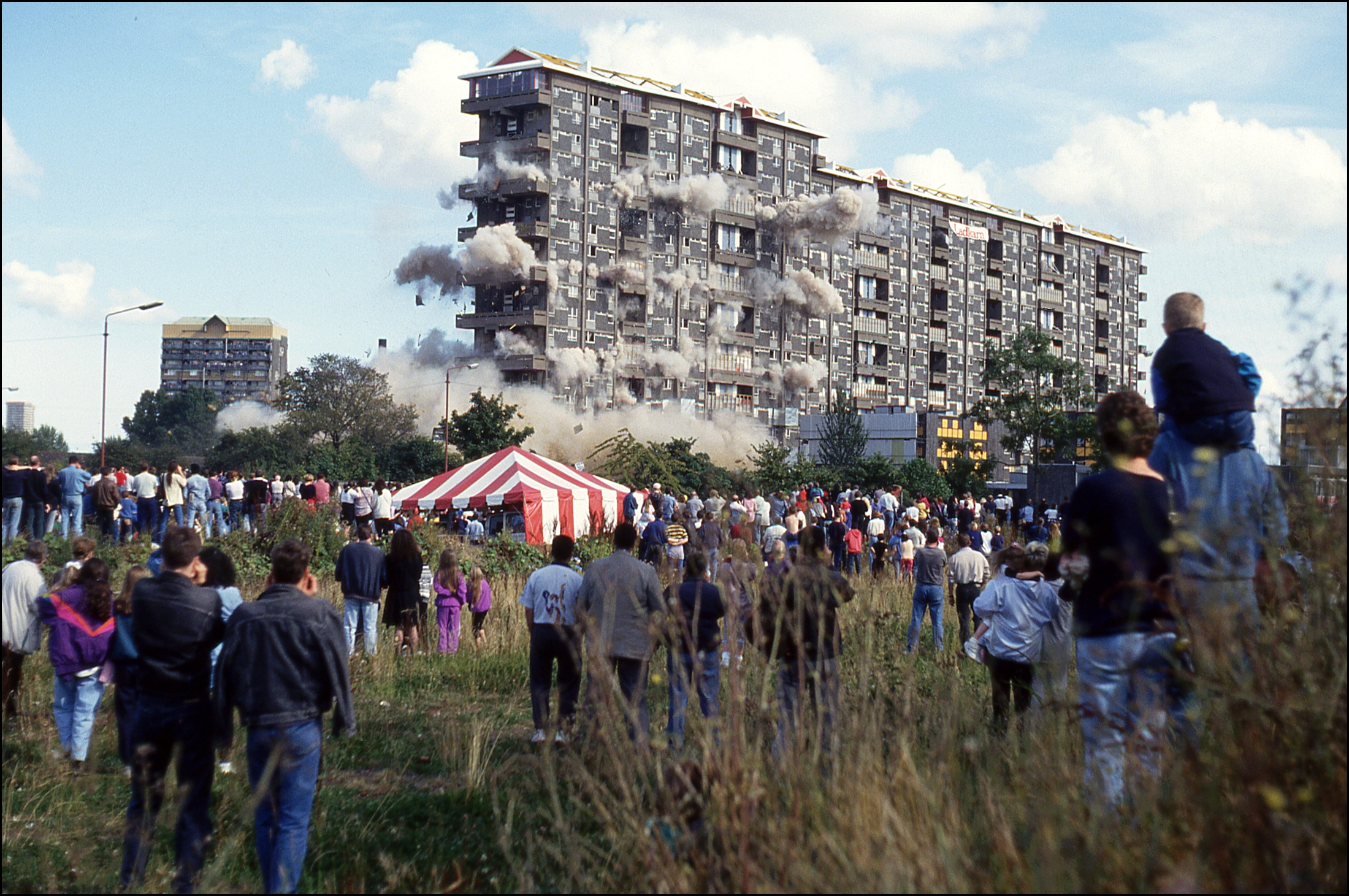
Sprengung der Häuserblocks am Queen Elizabeth Square 1993

Gegen den Protest der Architektenvereinigung docomomo wurden die Häuser Spences' 1993 abgerissen. Bei der Sprengung kam die 61 Jahre alte Helen Tinney aufgrund einer falschen Berechnung des Sicherheitsbereichs ums Leben. Einige andere Hochhäuser im früheren Sanierungsgebiet wurden ebenfalls abgerissen, die Häuser in Hutchesontown E, die in algerischem Design gebaut wurden und ständige Probleme mit Feuchtigkeit hatten, bereits 1987. Auch im Gebiet Laurieston wurden 1973 errichtete Hochhäuser 2006 abgerissen ein Prozess, der bis heute anhält.
Die nach dem Abriss der Hochhäuser neu errichtete niedrige Wohnbebauung ist zwar ansprechender, für die früheren Bewohner aber meist unerschwinglich, die dortigen Eigentumswohnungen kosten mindestens 130,000 £. Die neuen Mietwohnungen werden zu einer mid-market rent vermietet, die über den bisherigen Mieten für Sozialwohnungen liegt. Vor dem Hintergrund einer zunehmenden Wohnungsnot und über 5000 obdachlosen Kindern in Schottland wird der Abriss kritisiert.
Die Politik großflächigen Abrisses und Neubaus, die in Glasgow in den 1950er Jahren begann und sich mit dem Abriss der damals gebauten Hochhäuser bis heute fortsetzt, wird in Glasgow sehr kontrovers diskutiert. Grund für den schnellen Verfall der Hochhäuser ist nach Meinung von Bewohnern und Architekturkritikern auch der soziale Abbau durch Deindustrialisierung und der durch die staatliche und städtische Politik seit den 1950er Jahren forcierte Wegzug qualifizierter Arbeitskräfte aus der Stadt, der zu den baulichen Fehlern und der fehlenden Instandhaltung hinzukommt.

## Kulturelle Rezeption

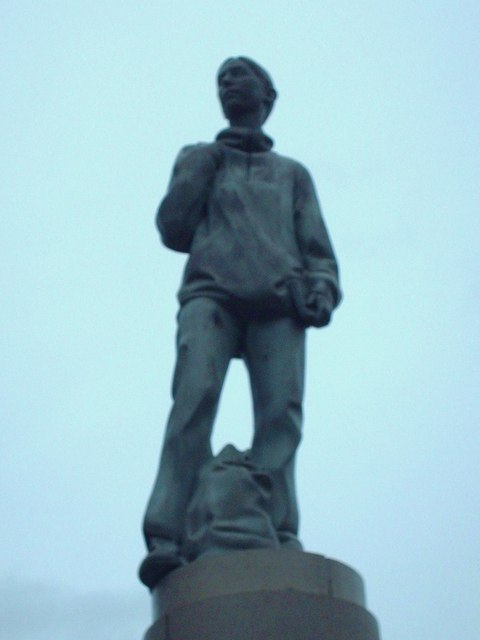
Skulptur: Mädchen aus den Gorbals

Das 1935 erschienene, von Alexander McArthur und H. Kingsley Long verfasste Buch No Mean City ist eine fiktionale Schilderung des Lebens in den Gorbals in den 1930er Jahren mit den gefürchteten razor gangs. Mit dem Buch beschäftigt sich der Titelsong des Albums No Mean City der Hard-Rock-Band Nazareth. Der Komponist Arthur Bliss schrieb 1944 das Ballett Miracle in the Gorbals. Der Fotograf Nick Hedges fotografierte die Gorbals in den 1960er Jahren im Auftrag der mit Wohnungsbau befassten Organisation Shelter. Auch Oscar Marzaroli veröffentlichte Bilder aus den Gorbals von 1956–1987. Der Regisseur David MacKane drehte 1950 den Film The Gorbals Story, in dem er die Geschichte eines Künstlers verfilmt, der seine Kindheit und Jugend in den Gorbals vor seinem geistigen Auge Revue passieren lässt. Der Film basiert auf einem 1946 geschriebenen Theaterstück von Robert McLeish. Der Psychologe und Ökonom Ralph Glasser, der in den Gorbals aufwuchs, nannte die Bände seiner Autobiographie Growing up in the Gorbals (1986),  Gorbals Boy at Oxford  (1988) und Gorbals Voices, Siren Songs (1990); im Jahr 2000 nannte er sein letztes Buch Gorbals Legacy. Der Anfang der 1980er Jahre für das schottische Fernsehen gedrehte Film A Sense of Freedom (dt. Titel: „Lebenslänglich - Ein Alptraum hinter Gittern“) schildert die Lebensgeschichte von Jimmy Boyle, der in den Gorbals aufwuchs. Boyle war zunächst Anführer einer Gang, wurde nach seiner Meinung zu Unrecht wegen Mordes an einem Konkurrenten verurteilt, heiratete im Gefängnis seine Psychologin und entwickelte sich zum Bildhauer und Schriftsteller. Jeff Torringtons Novelle Swing Hammer Swing! (1992) spielt in den Gorbals. der Autor wurde dort geboren.
Der Folksänger Matt McGinn organisierte in den Gorbals einen Abenteuerspielplatz.

## Bekannte Personen
- Allan Pinkerton (1819–1884), Gründer der gleichnamigen Detektei
- Sir Thomas Lipton (1850–1931), Gründer von Lipton's Tea
- Benny Lynch (1913–1946), Boxer im Fliegengewicht, wuchs in den  Gorbals auf
- Phil (* 1937) und Derek Shulman (* 1947), Gründer der Band Gentle Giant, wurden in den Gorbals geboren
- Ian Brady (1938–2017), der Moormörder, wurde in den Gorbals geboren und wuchs dort auf
- Jeff Torrington (1935–2008), Schriftsteller, wurde in den Gorbals geboren
- Jimmy Boyle, Anführer einer Gang, der im Gefängnis Bildhauer und Schriftsteller wurde, wuchs in den Gorbals auf
- Carol Ann Duffy (* 1955), Dichterin, wurde in den Gorbals geboren
- George Buchanan, Politiker der Labour-Partei und Pensionsminister unter Clement Attlee, hatte seinen Wahlkreis in den Gorbals
- Harry McShane, ein kommunistischer britischer Politiker, der die Partei später verließ, war in den Gorbals politisch aktiv
- Nicola Sturgeon (* 1970), Erste Ministerin Schottlands, hält den Direktwahlkreis Glasgow Southside, zu dem die Gorbals heute gehören[37]